# HMS Active (1911)
A HMS Active a Brit Királyi Haditengerészet egyik Active-osztályú felderítőcirkálója volt. A cirkáló építését 1910. július 27-én kezdték a Pembroke Dockyard hajógyárában, ahonnan 1911. március 14-én bocsátották vízre.

## Pályafutása
Hadrendbe állításakor az Active lett a Harwich Force 2. romboló rajának vezérhajója. A 2. romboló raj a La Manche-csatorna keleti bejáratának védelmét látta el. 1915-ben áthelyezték a Nagy Flottához, így az 1916. május 31-én és június 1-jén zajló jütlandi csatában, már ennek a flottának a tagjaként vett részt. A hajó túlélte a csatát, majd az év hátralevő részében a Portsmouthban állomásozó 4. romboló raj vezérhajójaként szolgált. 1917-ben az Active Queenstownban állomásozott, de az év későbbi részében áthelyezték a Földközi-tengerre. A cirkáló túlélte az első világháborút, de 1920. május 21-én eladták szétbontásra.

## Lásd még
- HMS Active nevet viselő hajók listája.